# Time (canção de David Bowie)
"Time" é uma canção de David Bowie, escrita em New Orleans em 1973 durante a turnê americana de Ziggy Stardust e que serviu para o álbum Aladdin Sane, de 1973.

## Produção e Estilo
A peça foi descrita como uma canção "burlesca" e comparada com a música de cabaré de Jacques Brel e Bertolt Brecht / Kurt Weill. O tecladista Mike Garson disse que ele empregou "o velho estilo "Stride Piano" dos anos 20 misturado com estilos de jazz de vanguarda, além de ter o elemento show music e de ser muito europeu". Co-produtor Ken Scott levou o crédito pela ideia de misturar o som da respiração de Bowie logo após a pausa da música, pouco antes do guitarrista Mick Ronson ter desenvolvido seu solo cacofônico que aparece na canção.
Sua letra assim como outras do disco Aladdin Sane, é distópica e surrealista, fazendo jus ao temas niilistas e obscuros abordados no álbum, quase se tornando uníssono com o resto das músicas.

## Faixas
1. "Time" (Bowie) – 3:38
2. "The Prettiest Star" (Bowie) – 3:27

## Créditos
- Produtores:
  - Ken Scott
  - David Bowie

- Músicos:
  - David Bowie: voz, violão
  - Mick Ronson: guitarra
  - Trevor Bolder: baixo
  - Mick Woodmansey: bateria
  - Ken Fordham: saxofone
  - Mike Garson: piano